# Carl Gripenstedt
Carl Gripenstedt (* 23. Februar 1893 in Bälinge; † 30. April 1981 in Odensbacken) war ein schwedischer Fechter.

## Karriere
Gripenstedt nahm 1920 erstmals an Olympischen Spielen teil. In Antwerpen erreichte er im Degeneinzel das Viertelfinale. Bei den Spielen 1924 drang er im Einzel bis ins Halbfinale vor, mit der schwedischen Degenmannschaft schied er in der ersten Runde aus. Auch bei Weltmeisterschaften war Gripenstedt erfolgreich: 1931 gewann er in Wien die Bronzemedaille mit der Degenmannschaft, ebenso 1934 in Warschau. 1935 sicherte er sich mit dem schwedischen Team in Lausanne die Silbermedaille.
Seine Schwester Ebba Gripenstedt nahm ebenfalls an Olympischen Spielen teil und startete dort in Fechtwettbewerben für Schweden.